# 共管
在國際法中，共管（英語：Condominium）是指一塊政治領土（可以是邊疆地區或國家）被兩個或以上的主權國家平等地共同管治，形成勢力平衡。
雖然人們經常將共管視為只能理論上實行，但現實中仍有共管管治實行著。人們這樣認為全因共管領土的國家很難平等地管治領土，而當共管國家之間有紛爭時，共管領土上的事務便會變得複雜。
早在1700年，「共管」這個詞已收錄於德國的拉丁語辭典中，於1714年收錄於英語辭典。

## 仍存在的共管領土
- 摩澤爾河河上的幾道橋及河中的一個小島（位於申根附近）由盧森堡及德國共管，這塊共管領土成立於1816年。
- 雉島（Pheasant Island），位於西班牙與法國疆界比達索阿河上（River Bidassoa），由西班牙及法國共管，這塊共管領土於1659年在比利牛斯條約簽定後建立。
- 在波斯湾沿岸和其附近的一小塊領土是由阿曼及阿聯酋成員國阿吉曼共管。
- 豐塞卡灣的一部份和其對出的領海非常特殊，是由薩爾瓦多共和國、洪都拉斯共和國和尼加拉瓜共和國三國共管。
- 奧地利主張博登湖的無島主要部份是由德國、奧地利和瑞士三國共管，但德國及瑞士聯邦均否認這個主張。
- 巴拉那河於大七瀑布跳和伊瓜蘇河河口這一段由巴西联邦共和国及巴拉圭共和国共管。
- 波斯尼亚和黑塞哥维那的布爾奇科特區由塞族共和国和波黑联邦共管。
- 伊朗主張裏海是由俄羅斯、亞塞拜然、伊朗、土庫曼斯坦和哈薩克斯坦共管，但其餘四國均否認這主張。
- 香港落馬洲河套區是由香港特别行政区政府擁有，但由香港特区政府和深圳市人民政府共同管轄。

### 特殊例子
安道爾當初是為了解決西班牙烏赫爾主教和富瓦伯爵（後者權力後來移交法國國王，法蘭西共和國成立後再轉移至法國總統）之間的爭議而成立的共管領土，基於此歷史原因以這兩位外國人物為國家元首。但時至今日安道爾已經發展成一個主權國家，擁有自己的首相及政府，所以現時的安道爾通常被認為是一個共同攝政政權而非共管領土。。